# Logan County (North Dakota)
Logan County ist ein County im Bundesstaat North Dakota der Vereinigten Staaten. Der Verwaltungssitz (County Seat) ist Napoleon.

## Geographie
Das County liegt südöstlich des geographischen Zentrums von North Dakota, ist im Süden etwa 50 km von South Dakota entfernt und hat eine Fläche von 2619 Quadratkilometern, wovon 48 Quadratkilometer Wasserfläche sind. Es grenzt im Uhrzeigersinn an folgende Countys: Stutsman County, LaMoure County, McIntosh County, Emmons County und Kidder County.

## Geschichte
Logan County wurde am 4. Januar 1873 gebildet und am 1. September 1884 abschließend organisiert. Benannt wurde es nach John A. Logan, einem US-Senator aus Illinois.

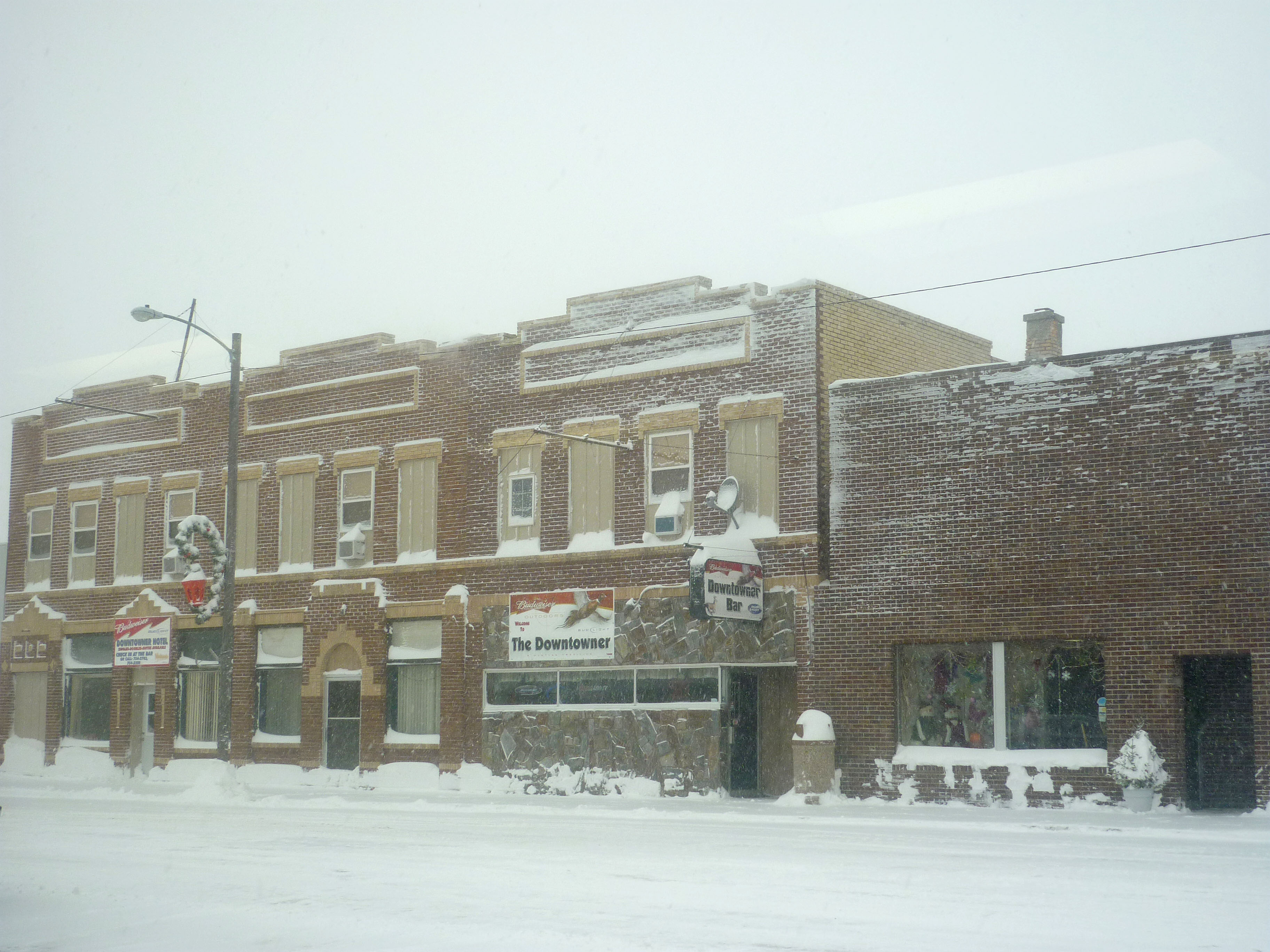
Schnee in Napoleon

Zwei Bauwerke des Countys sind im National Register of Historic Places eingetragen (Stand 28. März 2018).

## Demografie

Alterspyramide des Logan County

Im Gegensatz zu anderen Gegenden des Bundesstaates, der in den letzten Jahrzehnten aufgrund der Ölindustrie einen deutlichen Bevölkerungszuwachs erzielte, fällt die Einwohnerzahl im Logan County bereits seit den 1930er Jahren stetig.
Nach der Volkszählung im Jahr 2000 lebten im Logan County 2.308 Menschen. Davon wohnten 72 Personen in Sammelunterkünften, die anderen Einwohner lebten in 963 Haushalten und 659 Familien. Die Bevölkerungsdichte betrug 1 Einwohner pro Quadratkilometer. Ethnisch betrachtet setzte sich die Bevölkerung zusammen aus 99,2 Prozent Weißen, 0,1 Prozent Afroamerikanern, 0,1 Prozent amerikanischen Ureinwohnern, 0,2 Prozent Asiaten und 0,1 Prozent aus anderen ethnischen Gruppen; 0,3 Prozent stammten von zwei oder mehr Ethnien ab. 0,7 Prozent der Bevölkerung waren spanischer oder lateinamerikanischer Abstammung. 76 % der Bewohner gaben  zudem an, deutsche Vorfahren zu haben, gefolgt von 16,2 %, die russischer und 9,9 %, die norwegischer Abstammung waren.
Von den 963 Haushalten hatten 25,8 Prozent Kinder und Jugendliche unter 18 Jahre, die bei ihnen lebten. 63,1 Prozent waren verheiratete, zusammenlebende Paare, 3,1 Prozent waren allein erziehende Mütter, 31,5 Prozent waren keine Familien, 29,2 Prozent waren Singlehaushalte und in 16,0 Prozent lebten Menschen im Alter von 65 Jahren oder darüber. Die Durchschnittshaushaltsgröße betrug 2,32 und die durchschnittliche Familiengröße lag bei 2,88 Personen.
Auf das gesamte County bezogen setzte sich die Bevölkerung zusammen aus 22,6 Prozent Einwohnern unter 18 Jahren, 3,6 Prozent zwischen 18 und 24 Jahren, 21,8 Prozent zwischen 25 und 44 Jahren, 25,0 Prozent zwischen 45 und 64 Jahren und 27,0 Prozent waren 65 Jahre alt oder darüber. Das Durchschnittsalter betrug 46 Jahre. Auf 100 weibliche Personen kamen 98,3 männliche Personen. Auf 100 Frauen im Alter von 18 Jahren oder darüber kamen statistisch 95,6 Männer.
Das jährliche Durchschnittseinkommen eines Haushalts betrug 27.986 USD, das Durchschnittseinkommen der Familien betrug 33.125 USD. Männer hatten ein Durchschnittseinkommen von 23.750 USD, Frauen 18.269 USD. Das Prokopfeinkommen betrug 16.947 USD. 12,6 Prozent der Familien und 15,1 Prozent Familien lebten unterhalb der Armutsgrenze. Davon waren 16,2 Prozent Kinder oder Jugendliche unter 18 Jahre und 18,8 Prozent waren Menschen über 65 Jahre.